# ラスワリーの戦い
ラスワリーの戦い（ラスワリーのたたかい、英語：Battle of Laswari）は、1803年11月1日にインドのラスワリーにおいて、シンディア家およびボーンスレー家の連合軍とイギリス東インド会社との間で行われた第二次マラーター戦争の戦いの一つ。

## 戦闘
1803年9月末のアッサイェの戦いにおける敗戦ののち、シンディア家とボーンスレー家の連合軍は体勢を立て直して再びイギリスに挑もうとした。
11月1日、マラーター軍とイギリス軍はアルワルの近郊ラスワリーで戦った。マラーター軍14,000人に対し、イギリス軍は10,000人、アルワルからの援兵も加わっていた。
マラーター軍は勇敢に戦ったが、ジェラルド・レイク率いるイギリス軍7,000に敗れ、72丁の銃や大量の爆薬が鹵獲されてしまった。